# Hollywood/Highland
Hollywood/Highland – podziemna stacja metra w Los Angeles na trasie linii B. Stacja znajduje się w Hollywood przy skrzyżowaniu ulic Highland Avenue i Hollywood Boulevard, pod Dolby Theatre, w którym odbywa się coroczna ceremonia wręczania Oscarów. Na czas ceremonii stacja jest zamykana z obawy przed możliwym zagrożeniem terrorystycznym.

## Godziny kursowania
Pociągi linii B kursują codziennie, w przybliżeniu pomiędzy 5:00 a 0:45.

## Atrakcje turystyczne
W pobliżu znajdują się:
- Dolby Theatre
- Hollywoodzka Aleja Sław
- Teatr Chiński Graumana
- Muzeum Figur Woskowych
- Teatr El Capitan

## Połączenia autobusowe
Od 11 grudnia 2022 dostępne są następujące połączenia:
- Metro Local: 212, 217, 224 (tylko późną nocą)
- Hollywood Bowl shuttle
- LADOT DASH: Hollywood; West Hollywood Cityline Commuter

## Galeria zdjęć

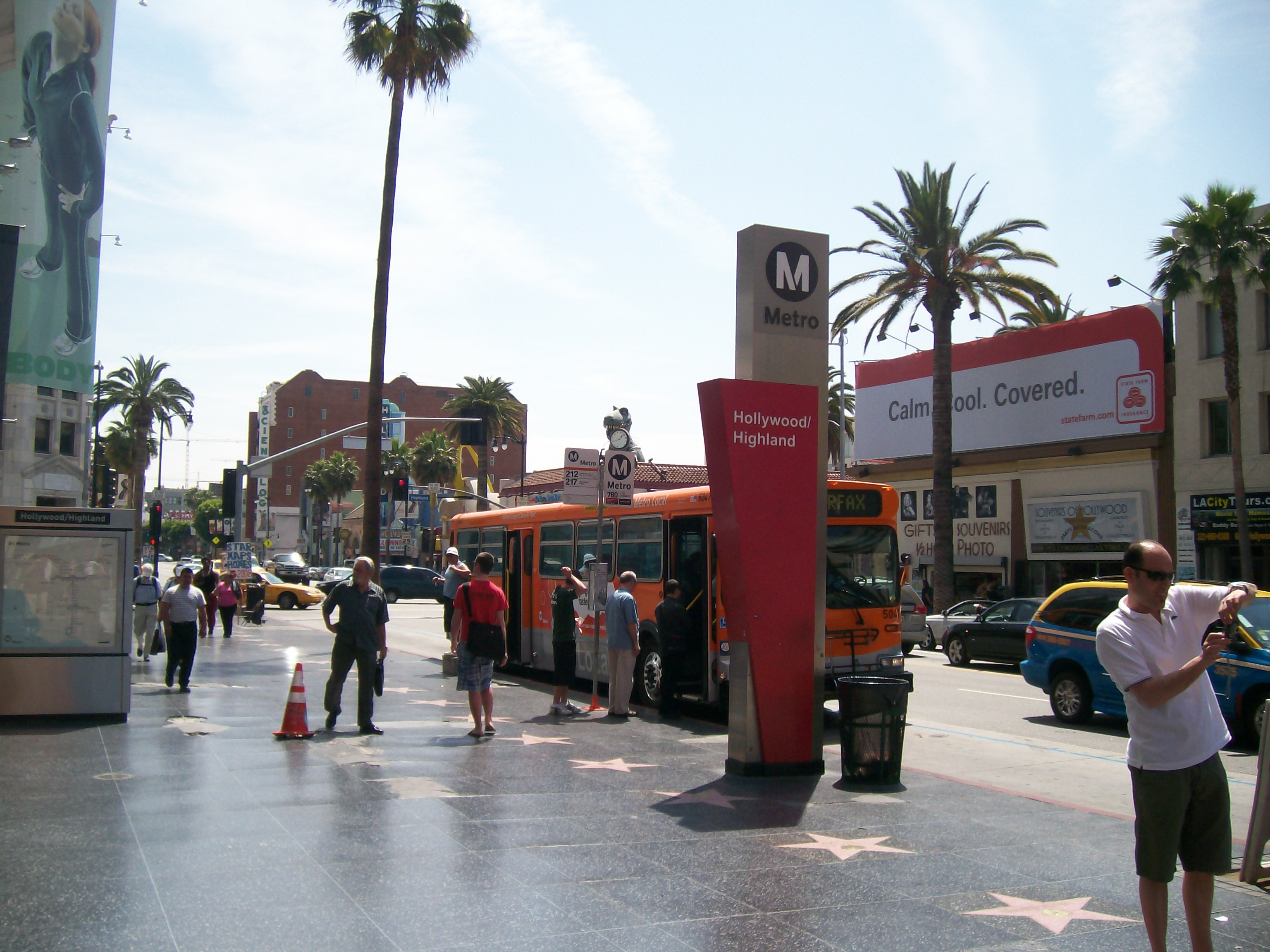
Kolumna ze znakiem stacji Hollywood/Highland, stojąca na Hollywood Boulevard w latach 2004 – 2014.
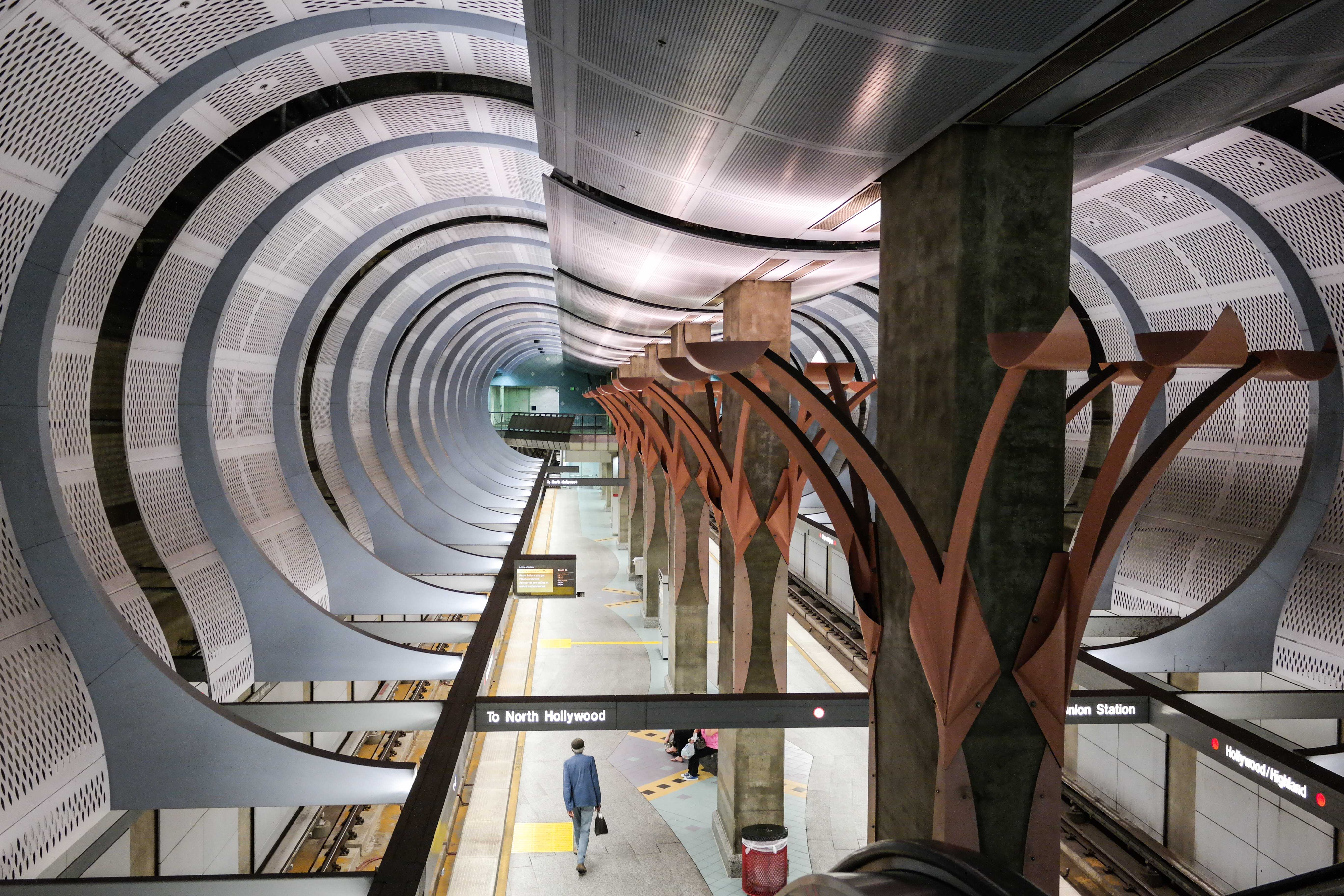
Górny poziom stacji
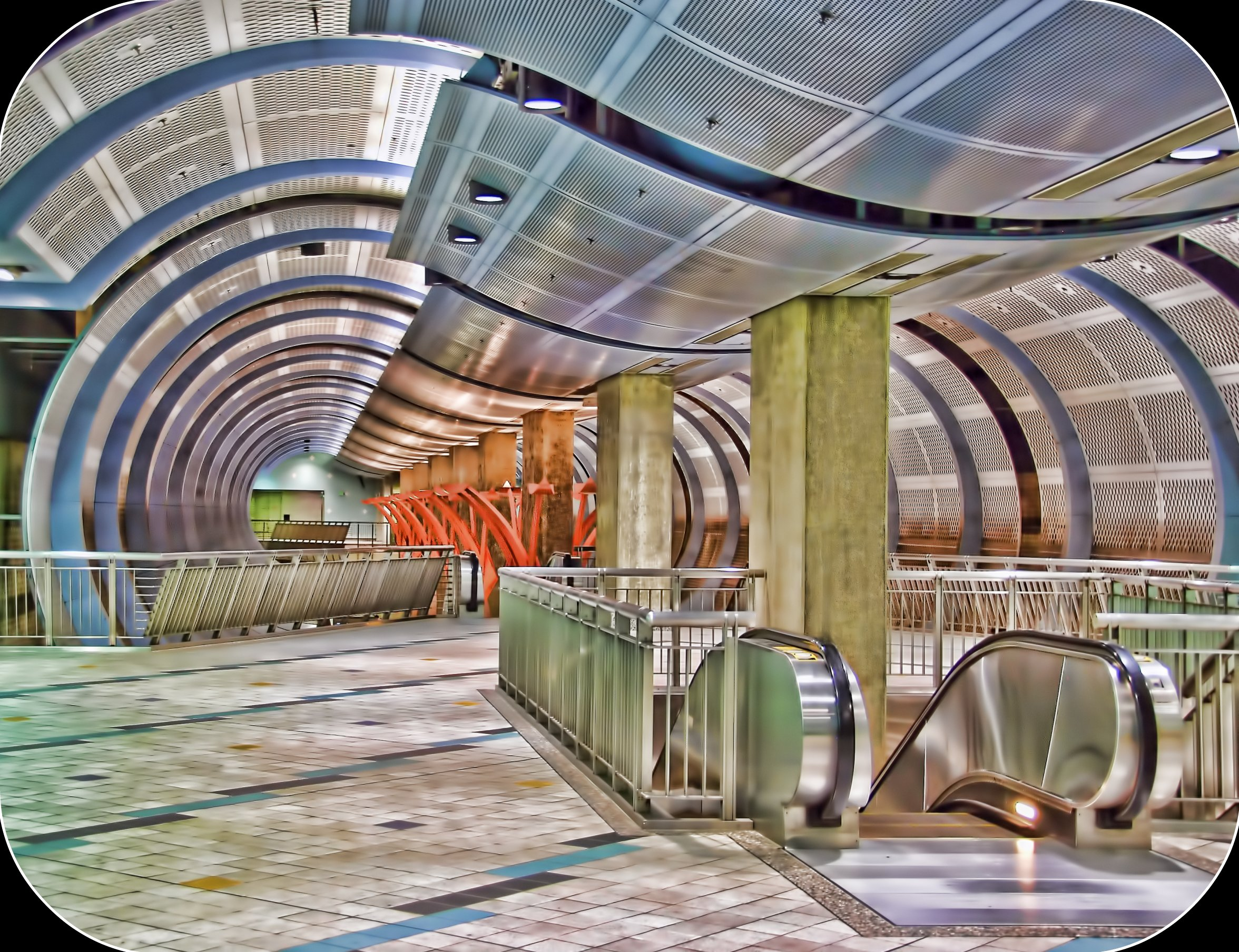
Obraz na stacji metra Hollywood/Highland
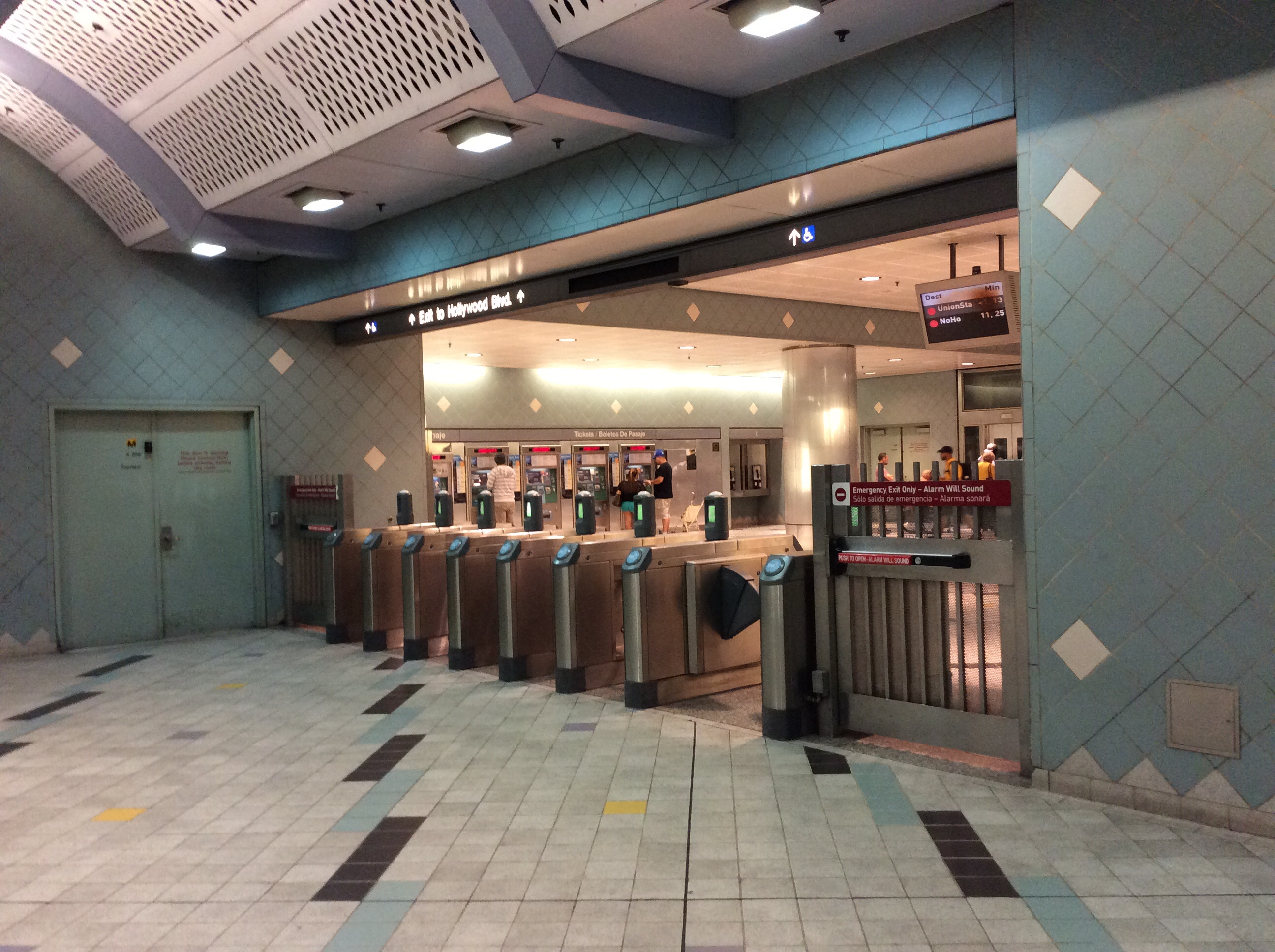
Automat do biletów i bramki biletowe na stacji
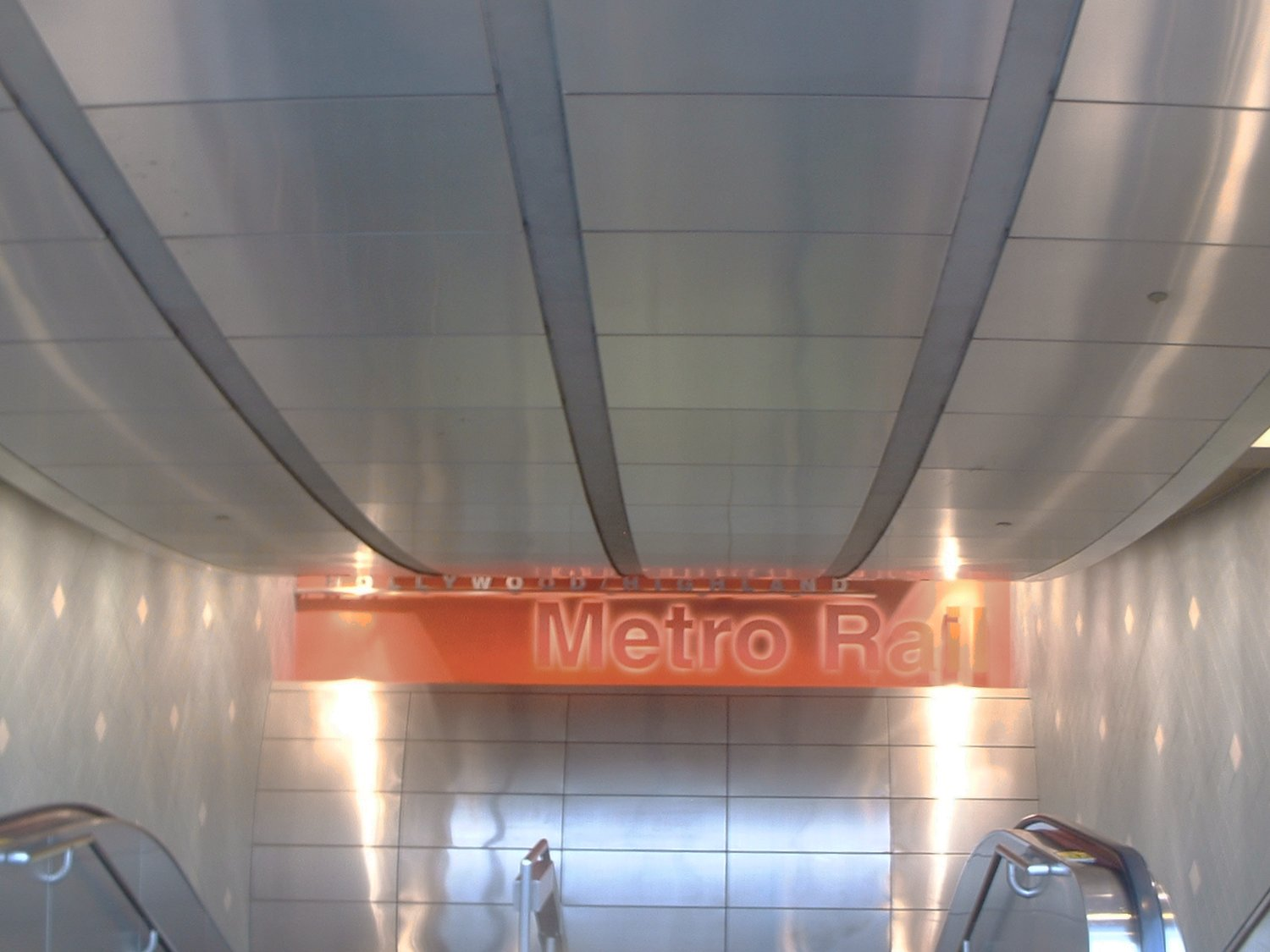
Wejście na stację (styczeń 2008)